# بووزوو
بووزوو (به چکی: Bouzov) یک منطقهٔ مسکونی در جمهوری چک است که در ناحیه اولومووتس واقع شده‌است. بووزوو ۴۲٫۳۱ کیلومتر مربع مساحت و ۱٬۴۸۰ نفر جمعیت دارد و ۴۴۵ متر بالاتر از سطح دریا واقع شده‌است.